# Josip Joška Broz
Josip Joška Broz (in serbo Jосип Jошка Броз?; Belgrado, 6 dicembre 1947 – Belgrado, 3 giugno 2025) è stato un politico serbo, ex presidente del Partito Comunista.

## Biografia
Nipote del maresciallo Josip Broz Tito, è stato uno dei più importanti sostenitori dell'eredità titista all'interno dell'ex Jugoslavia. Joška Broz ha guidato il Partito Comunista serbo dalla sua formazione nel 2010 sino al suo scioglimento nel 2022. Ha fatto parte dell'Assemblea nazionale serba dal 2016, membro del gruppo parlamentare del Partito Socialista di Serbia (SPS); rieletto anche nel 2020, ha concluso il proprio mandato parlamentare nel 2022.